# Jorge el curioso (serie de televisión)
Jorge, el curioso (Curious George en inglés) es una serie de televisión educativa animada basada en la serie de libros del mismo nombre. El programa se estrenó el 4 de septiembre de 2006 en PBS Kids en los Estados Unidos y en Latinoamérica en Discovery Kids el 3 de noviembre de 2008. 
La voz de Jorge es hecha por Frank Welker.
En Latinoamérica, la serie fue transmitida en Boomerang desde 2006 hasta 2008 y en Discovery Kids desde el 3 de noviembre de 2008  hasta la actualidad.

## Argumento
El mundo de Jorge está lleno de personajes bondadosos que viven en armonía y se ayudan mutuamente, y hacen cosas que a los niños de menor edad podrían parecerles fascinantes.

## Personajes
| Personaje                                               | Descripción | Actor de voz original | Actor de doblaje         | Temp.    | Eps.   |
| ------------------------------------------------------- | --- | --------------------- | ------------------------ | -------- | ------ |
| Jorge, el curioso                                       | Jorge es un chimpance que vive para investigar todo aquello que lo rodea. Su curiosidad insaciable lo lleva a meterse en muchos problemas inesperados de los que alguna manera siempre logra salir airoso.                             | Frank Welker          | Frank Welker             | 1ª-      | 1ª-    |
| Edward Ted Shackelford "El hombre de sombrero amarillo" | Es el mejor amigo de Jorge y una figura paterna que suele confiar mucho en que su protegido jamás se meterá en problemas. Es muy querido en el vecindario y suele distraerse jugando damas o leyendo libros con el propio Jorge.       | Jeff Bennett          | Gerardo García           | 1ª-      | 1ª-    |
| Narrador                                                | | William H. Macy       | Alejandro Mayén          | 1ª       | 1ª     |
| Narrador                                                | | Rino Romano           | Alejandro Mayén          | 2ª-      | 2ª-    |
| Personajes secundarios                                  | |                       |                          |          |        |
| Sr. Renkins                                             | | Jeff Bennett          | Eduardo Fonseca          | 1ª-      | 1ª-    |
| Sra. Renkins                                            | | Kath Soucie           | Camila Herrera           | 1ª-      | 1ª-    |
| Alexandria "Allie" Renkins (a.k.a. Allie Whoops)        | | Lara Jill Miller      | Liliana Barba            | 4ª-      | 4ª-    |
| Alexandria "Allie" Renkins (a.k.a. Allie Whoops)        | | Lara Jill Miller      | Gabriela Ugarte (un ep.) | ¿?       | ¿?     |
| Sr. Quint                                               | | Jim Cummings          | Germán Fabregat          | ¿?       | ¿?     |
| Sr. Quint                                               | | Jim Cummings          | Arturo Mercado           | ¿?ª-     | ¿?-    |
| Sra. Quint                                              | | Candi Milo            | Rosa Martínez            | 1ª-      | 1ª-    |
| Bill                                                    | Es uno de los amigos de Jorge y tiene conejos, prefiere la vida en el campo, ve a Jorge como un chico de ciudad. | Annie Mumolo          | Rodrigo García           | 1ª-      | 1ª-    |
| Betzy                                                   | | Grey DeLisle          | Xóchitl Ugarte           | 1ª-      | 1ª-    |
| Betzy                                                   | | Grey DeLisle          | Gabriela Ugarte (un ep.) | ¿?       | ¿?     |
| Steve                                                   | | Elizabeth Daily       | Manuel Díaz              | 1ª-      | 1ª-    |
| Portero                                                 | Es el dueño de Hundley y portero de los apartamentos donde vive Jorge y el hombre del sombrero amarillo. | Lex Lang              | Luis Alfonso Padilla     | 1.ª-¿4ª? | 1-¿?   |
| Portero                                                 | | Lex Lang              | Roberto Mendiola         | ¿4ª?-    | ¿?-    |
| Marco                                                   | Nuevo amigo y vecino de Jorge y el hombre del sombrero amarillo que es proveniente de México. | Grey DeLisle          | Mariana Ortiz            | 1ª-¿?ª   | 1ª-¿?ª |
| Marco                                                   | | Elizabeth Daily       | Mariana Ortiz            | ¿?ª-     | ¿?ª-   |
| Sr. Glass                                               | | Rob Paulsen           | Víctor Delgado           | 1ª-      | 1ª-    |
| La profesora, astrónoma y paleontóloga Wiseman          | La mejor amiga del hombre del sombrero amarillo. En el episodio "Jorge va al espacio" es astrónoma, paleontóloga en "Jorge se fractura" y profesora en casi todos los episodios.                                                       | Rolonda Watts         | Gabriela Gómez           | 1ª-      | 1ª-    |
| Chef Pisguetti                                          | El dueño del restaurante italiano localizado a la vuelta de la esquina del edificio de Jorge y el hombre del sombrero amarillo, a quien le tiene mucho cariño a Jorge. El hombre del sombrero amarillo es uno de sus mejores clientes. | Jim Cummings          | Jesús Cortez             | 1ª-      | 1ª-    |
| Netti                                                   | Es la esposa del Chef Pisguetti. | Susan Silo            | Adriana Casas            | 1ª-      | 1ª-    |
| Ñoqui                                                   | Es el gato del Chef Pisguetti. Le gusta curiosear al igual que Jorge, pero sólo descubrir cosas nuevas y no saber cómo funcionan. |                       |                          | 1ª-      |        |
| Hundley                                                 | Es el perro del portero del edificio donde viven Jorge y el hombre del sombrero amarillo, a diferencia de éste le encanta el orden y la disciplina, por lo que no le gusta reconocer su simpatía por Jorge.                            |                       |                          | 1ª-      |        |
| Tía Margaret                                            | Tía de Betsy y Steve, es proveniente de España, tiene un cocker spaniel llamado Charkie. |                       |                          |          |        |
| Señor Renkins                                           | Son los agrónomos del campo. |                       |                          |          |        |
| Señora Renkins                                          | Son los agrónomos del campo. |                       |                          |          |        |
| Señor y Señora Quint                                    | Amigos de Jorge. El señor Quint tiene 4 hermanos gemelos parecidos a él. |                       |                          |          |        |

## Reparto
- Narrador - William H. Macy (1a temporada), Rino Romano (2a temporada-presente)
- Sr. Renkins - Jeff Bennett
- Sra. Renkins - Kath Soucie
- Allie Whoops - Laura Jill Miller
- Sr. Quint - Jim Cummings
- Sra. Quint - Candi Milo
- Bill - Annie Mumolo
- Betzy - Grey DeLisle
- Steve - Elizabeth Daily
- Portero - Lex Lang
- Profesora Wiseman - Rolonda Watts